# Christina Roslyng
Christina Roslyng Christiansen (Vejle, 10 de julho de 1978) é uma ex-handebolista profissional dinamarquesa, bicampeã olímpica.
Christina Roslyng fez parte do elenco medalha de ouro, de Sydney 2000.